# Curio (Amt)
Curio war der Vorsteher einer curia in römischen Städten, über dessen Befugnisse und rechtliche Stellung kaum etwas bekannt ist. Mit der Einführung der Zenturiengliederung der Bürgerschaft muss seine Bedeutung in politischer und militärischer Hinsicht hinfällig geworden sein. Daher ist nur die übrig gebliebene religiöse Funktion der Aufsicht über die heiligen Belange der Curia, die sacra curianum, überliefert, die auch während der Römischen Kaiserzeit unberührt blieb. In republikanischer Zeit sind die Curionen einem von der Volksversammlung gewählten curio maximus unterstellt.